# Johan August Gripenstedt
Barón Johan August Gripenstedt (Holstein, 11 de agosto de 1814–Södermanland, 13 de julio de 1874) fue un político, empresario y ministra de finanzas de Suecia 1856-1866, quién está acreditado para la transición de Suecia a un país capitalista.

## Biografía
Johan August Gripenstedt nació en Holstein cerca de Lübeck, región histórica de Alemania. 
Llegó a ocupar el cargo interino como ministra de finanzas de Suecia de 1856 hasta 1866.
En 1842 casó con Eva Ankarsvärd (1819–1887) con quien tuvo cinco hijos.